# Ходжа-Казмаляр
Ходжа-Казмаляр — село в Магарамкентском районе Дагестана.
Образует сельское поселение село Ходжа-Казмаляр как единственный населённый пункт в его составе.

## Географическое положение
Расположено в 15 км к северо-востоку от районного центра с. Магарамкент, на левом берегу реки Самур.

## История
В 1950-е годы в село переселены жители села Хаджалкент.

## Население
| 1926  | 1939  | 1970  | 1989  | 2002  | 2010  | 2012  |
| ----- | ----- | ----- | ----- | ----- | ----- | ----- |
| 127   | ↘102  | ↗536  | ↘526  | ↗1069 | ↗1444 | ↗1459 |
| 2013  | 2014  | 2015  | 2016  | 2017  | 2018  | 2019  |
| ↘1449 | ↘1448 | ↘1445 | ↘1431 | ↗1438 | ↘1418 | ↘1417 |
| 2020  | 2021  | 2023  | 2024  | 2025  |       |       |
| ↘1407 | ↘1035 | ↘1012 | ↘1001 | ↘989  |       |       |